# Stift Nottuln

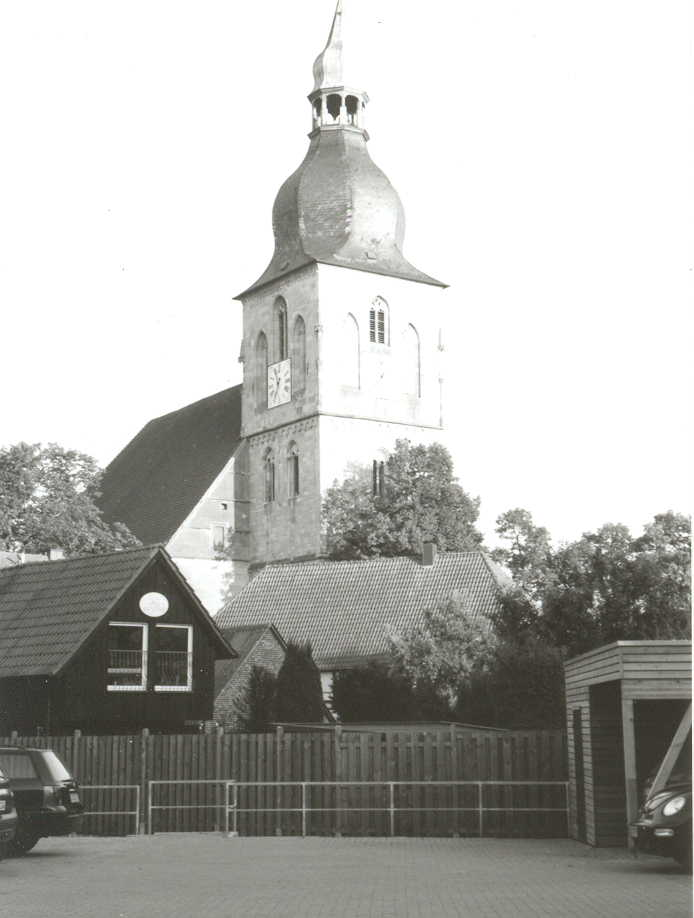
Die Stiftskirche, heute Pfarrkirche St. Martin in Nottuln

Das Stift Nottuln in Nottuln war zunächst ein Frauenkloster nach der Regel des Augustinus, ab etwa 1493 ein freiweltliches-adeliges Frauenstift. Es bestand bis zu seiner Auflösung 1811 infolge des Reichsdeputationshauptschlusses von 1803. Das Gebiet des Stiftes fiel an das Königreich Preußen.

## Geschichte
Die Gründungsgeschichte des Stiftes Nottuln liegt im Dunkeln. Die Gründung durch den Heiligen Liudger, den ersten Bischof von Münster, die durch eine auf 834 datierte Urkunde des Bischofs Gerfried von Münster bestätigt schien, war eine Erfindung des Nottulner Kaplans Albert Wilkens, der die Urkunde zu Beginn des 19. Jahrhunderts gefälscht hat.
Als Gründer des Stiftes gilt inzwischen ein ansonsten unbekannter Adeliger Liutbert, bei dem es sich um einen Verwandten des Münsteraner Bischofs Liutbert handeln könnte. Die Lebensdaten Liutbergs passen zu denen der Heiligen Heriburg von Nottuln, die in Nottuln als erste Äbtissin angesehen wird. Ob eine Kontinuität der Liutbertschen Gründung zum späteren Stift besteht, ist fraglich, da es für eine Existenz des Konvents vor 1184 keine Belege gibt. Es gibt weder Urkunden vor 1184 noch andere Erwähnungen eines Konvents noch bauliche Reste. Die erste belegte Äbtissin ist Hildegund, die 1184 Empfängerin einer Urkunde des Bischofs Hermann II. von Münster war. Die frühneuzeitlichen Äbtissinnenkalender kennen vor ihr außer Heriburg nur drei Äbtissinnen, so dass eine Gründung im 11. Jahrhundert angenommen wird. Das Stift, dessen Vogteirechte die Ministerialen von Nutloen und später die Edelherren von Holte ausübten, besaß Ländereien und Zehntrechte im Umkreis von 50 km um Nottuln.
1493 beantragte Äbtissin Anna von Dorsweiler-Criechingen bei Papst Alexander VI. die Umwandlung des Klosters in ein freiweltliches Damenstift und begründete dies damit, dass Nottuln nie ein Kloster im engeren Sinne gewesen sei. Der Papst gestattete die Umwandlung und eine neue Kleiderordnung. Demgemäß nahm das Stift ab 1501 nur noch ritterblütige Personen auf. Es verfügte über 25 Präbenden für Stiftsdamen.
Ab 1587 geriet das Stift in den spanisch-niederländischen Krieg, es wurde mehrfach geplündert, zudem wütete zwischen 1609 und 1636 dreimal die Pest. Die Klostergebäude brannten am 3. Mai 1748 ab, lediglich die Stiftskirche wurde wieder aufgebaut. Der Reichsdeputationshauptschluss von 1803 bestimmte die Aufhebung des Stiftes zu Gunsten des Königreichs Preußen, das 1811 das Stift auflöste. Die Akten des Stiftes kamen in das Staatsarchiv Münster. Zur (ehemaligen Stifts-)Kirche St. Martinus gehören noch zwei als Torsten bezeichnete Kerzenhalter aus der Stiftszeit.

## Liste der Äbtissinnen
- Heriburg, †17. Oktober
- Jutta Godefridus, †26. Februar
- Oderadis, †2. April
- Bertradis, †20. Juni
- Hildegund, bezeugt 1184

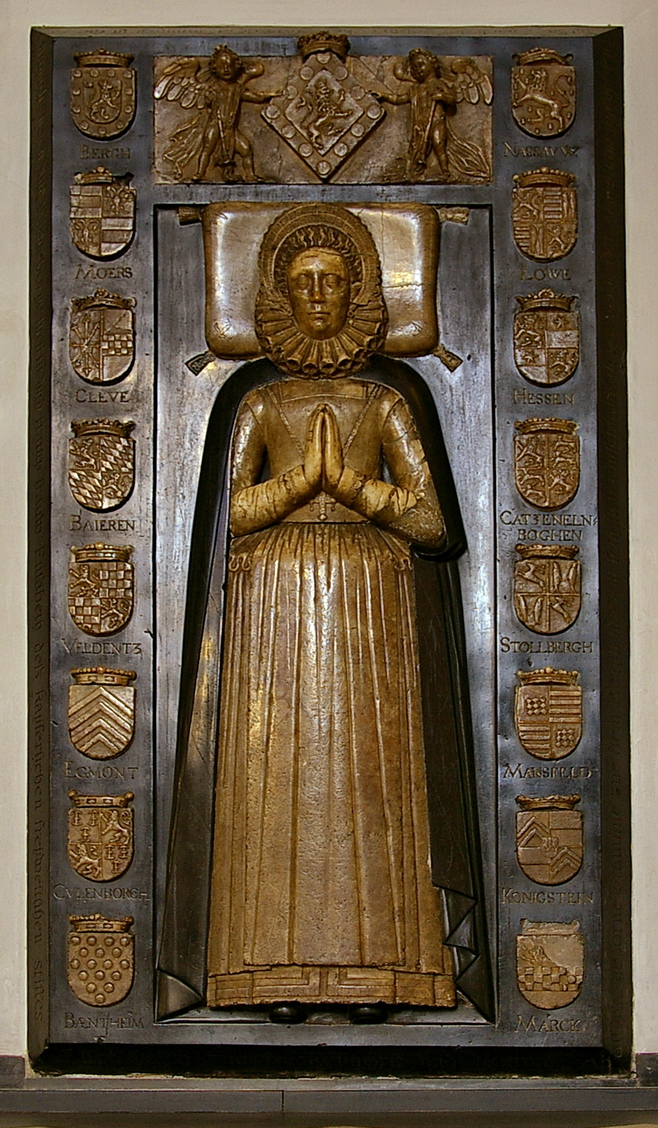
Grabplatte der Nottulner Äbtissin Elisabeth von Berg im Essener Münster

- Jutta von Holte, 1211 oder 1246–1260
- Gertrud, bezeugt 1263
- Mechtild von Isenburg, 1278–1303
- Jutta von Holte, bezeugt 1309
- Lisa von Katzenelnbogen, 1332–1358
- Lisa von Solms,1360–1419
- Richardis von Merode, bezeugt 1428
- Agnes von Ahaus, 1437–1467
- Stephanie von Wüllen, 1467–1482 (als Priorin)
- Anna von Dorsweiler-Criechingen, 1482–1524
- Elisabeth von Holstein-Schaumburg, 1527–1537
- Magdalena von Wied-Runkel, 1537–1569 (sie war Protestantin)
- Elisabeth von Sayn, 1572–1585
- Elisabeth Droste zu Senden, 1588–1613
- Elisabeth von Bergh-s’Heerenberg, 1613–1614
- Maria Clara von Spaur, 1614–1644
- Anna Sophia Torck, 1645–1676
- Elisabeth Wilhelmina von Büren, 1676–1699
- Helena von Wrede zu Amecke, 1699–1728
- Margaretha Theodora Agnes von Velen, 1728–1750
- Anna Maria Theresia von der Recke zu Steinfurt, 1750–1780
- Ursula Sophia von Ascheberg zu Venne, 1780–1811